# Eugenio Balboa
Pour les articles homonymes, voir Balboa.
Eugenio Balboa né le 1er juillet 1995, est un joueur argentin de hockey sur gazon. Il évolue à GEBA et avec l'équipe nationale argentine.

## Carrière
- Il a fait partie de l'équipe première dans le cadre de la Ligue professionnelle 2021-2022 en février 2022 en ne jouant pas encore le moindre match[1].